# شتلتسنبرگ
شتلتسنبرگ (به آلمانی: Stelzenberg) یک شهر در آلمان است که در کایزرسلاوترن واقع شده‌است. شتلتسنبرگ ۱٬۱۹۹ نفر جمعیت دارد.